# Fridolín Zahradník
Fridolín Zahradník (16. září 1935, Rychnov nad Kněžnou – 19. listopadu 2015, Rychnov nad Kněžnou) byl český řeckokatolický kněz a tajně vysvěcený ženatý biskup skryté církve.

## Život
Od dětství ministroval. Studoval na střední škole, ze které byl vyloučen, poté se vyučil. Po únoru 1948 nemohl vstoupit do kněžského semináře, jak stejně jako jeho bratr zamýšlel, protože se jeho otec angažoval v Československé straně lidové a veřejně se hlásil ke katolické církvi. V roce 1965 se seznámil s Felixem Maria Davídkem a 19. 11. 1969 jej řeckokatolický biskup Eugen Kočiš v Prešově vysvětil na kněze. Poté působil v rámci skryté církve a přitom pracoval jako pokrývač při opravách kostelních věží, avšak po tzv. Kobeřickém synodu se oddělil od Davídkovy skupiny. Koncem roku 1970 byl Bedřichem Provazníkem konsekrován a stal se tak vůbec prvním ženatým biskupem v Československu. V roce 1983 byl zatčen, zadržován ve vyšetřovací vazbě a roku 1987 odsouzen ve vykonstruovaném procesu za údajné hospodářské delikty. Po propuštění v roce 1988 pracoval jako hromosvodář. V roce 1991 se podílel na založení občanského sdružení Emauzy ČR (později transformované na obecně prospěšnou společnost) a stal se jeho prvním ředitelem.
S manželkou Irenou (* 12. srpna 1940) měl dceru Marii (* 1961) a syny Petra (* 1962) a Pavla (* 1964).